# Bernd Seidensticker
Bernd Seidensticker (* 16. Februar 1939 in Hirschberg im Riesengebirge) ist ein deutscher Altphilologe.

## Leben und Wirken
Nach dem Abitur 1959 am Athenaeum in Stade studierte er Klassische Philologie und Germanistik an den Universitäten Tübingen und Hamburg. Er besuchte Veranstaltungen u. a. bei Hartmut Erbse, Wolfgang Schadewaldt und Bruno Snell und war Stipendiat der Studienstiftung des deutschen Volkes. 1965 legte er das Staatsexamen ab und wurde wissenschaftlicher Assistent in Hamburg. 1968 wurde er dort mit der Dissertation Die Gesprächsverdichtung in den Tragödien Senecas promoviert, 1973–1974 war er Junior Fellow der Harvard University am Center for Hellenic Studies in Washington, D.C. 1978 habilitierte er sich in Hamburg mit der Schrift Palintonos Harmonia: Studien zu komischen Elementen in der griechischen Tragödie und wurde zum Privatdozenten ernannt, 1980 zum Professor. 1987 wechselte er an die Freie Universität Berlin.
1989 war er Fellow am Institute for Advanced Study in Princeton. Seit 1993 ist er Mitglied der Berlin-Brandenburgischen Akademie der Wissenschaften, wo er Vorsitzender der Kommission für Altertumswissenschaften ist. 1995–1997 war er Vorsitzender, 1997–1999 Zweiter Vorsitzender der Mommsen-Gesellschaft. 1999 wurde er zum korrespondierenden Mitglied der Braunschweigischen Wissenschaftlichen Gesellschaft ernannt.
Gemeinsam mit Widu-Wolfgang Ehlers war er über viele Jahre geschäftsführender Herausgeber des Philologus.
Seidensticker hatte zahlreiche Gastprofessuren inne: in Austin (1974–1975, 1976–1977, 1980, 1986, 1990), Berkeley (1981), Harvard (1986) und Ann Arbor (1992).

## Herausgeberschaft
- mit Wilfried Nippel: Theodor Mommsens langer Schatten. Das Römische Staatsrecht als bleibende Herausforderung für die Forschung (= Spudasmata. Bd. 107). Olms, Hildesheim u. a. 2005, ISBN 3-487-13086-6.